# Le notti proibite del Marchese De Sade
Le notti proibite del Marchese De Sade (Night Terrors) è un film del 1993 diretto da Tobe Hooper. Fu stroncato dalla critica e poco amato dal pubblico, infatti è spesso considerato il peggior film di Tobe Hooper.

## Trama
Genie va in Egitto a trovare il padre archeologo, il Dr. Matheson, impegnato in scavi su reperti che possano svelare i misteri della cristianità. Genie però è circuita da Sabina, donna misteriosa che la introduce in casa di Paul Chevaller, discendente del marchese De Sade. Genie stessa è però discendente di una nemica del marchese e le conseguenze non tarderanno ad arrivare, complici il fascino e l'ambizione di Mahmoud e gli interessi di Paul anche sui reperti archeologici.